# Ferulago sylvatica
Ferulago sylvatica är en flockblommig växtart som först beskrevs av Wilibald Swibert Joseph Gottlieb von Besser, och fick sitt nu gällande namn av Heinrich Gottlieb Ludwig Reichenbach. Ferulago sylvatica ingår i släktet Ferulago och familjen flockblommiga växter. Inga underarter finns listade i Catalogue of Life.